# Loretánská kaple v Kosmonosích
Loretánská kaple v Kosmonosích u Mladé Boleslavi se nachází v jihovýchodní části obce mezi ulicemi Boleslavská a Pod Loretou. Je chráněna jako nemovitá kulturní památka.

## Historie
Loretánská kaple (Santa Casa) byla založena roku 1704. Jejím zakladatelem byl významný představitel české šlechty Heřman Jakub Černín z Chudenic. Architektem byl Jan Křtitel Alliprandi, podle plánů stavbu prováděl D. Bossi. Sochařská výzdoba je z dílny Josefa Jelínka z Kosmonos. Roku 1707 byla kaple slavnostně vysvěcena a péče o ni byla svěřena piaristické koleji, založené roku 1688.
Poutní areál byl při josefínských reformách roku 1782 zrušen, podařilo se jej však uchovat a roku 1831 byl opět vysvěcen.

### Popis

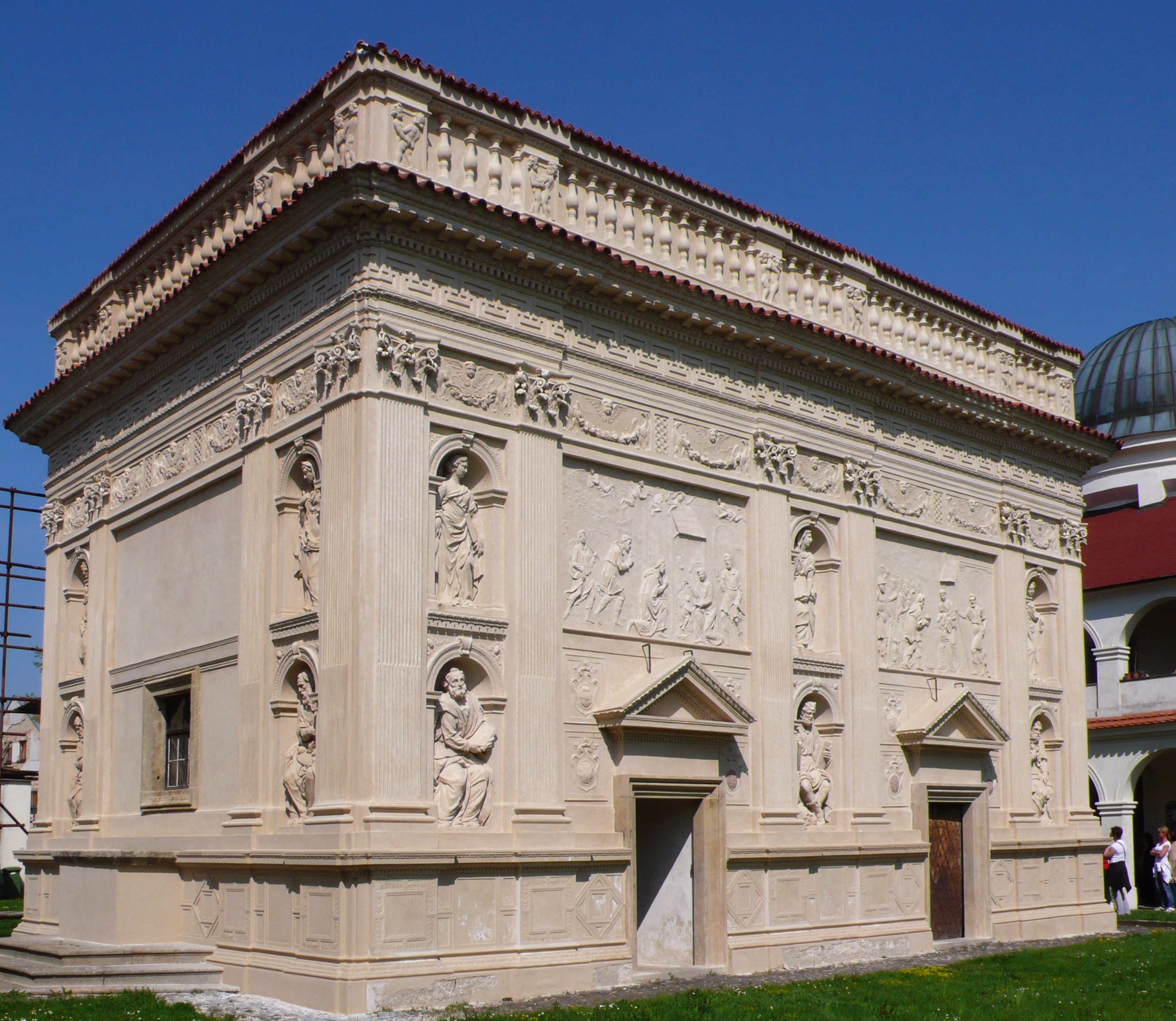
Loretánská kaple

Santa Casa, obklopená přízemním ambitem, je centrem poutního místa. Jedná se o kapli celoplášťového typu s vnějšími rozměry 13,94 x 9,57 metrů. Hranolová stavba má dva portály s trojhrannými štíty. Na delších stranách je členěna dvěma pilastry, fasáda je doplněna nikami, ve kterých jsou umístěny sochy postav ze Starého zákona a mariánské legendy. Do kaple vedou na delších stranách čtyři vchody, v kratší, čelní stěně je umístěn malý otvor. Uvnitř stavby je využito chodbového úseku jen po levé a po závěrové straně k výstupu do krovu.
Vstup do poutního místa vede od severu, kde je ambit přerušen ozdobnou bránou. Na východní straně je do ambitu včleněna centrální obdélná kaple sv. Martina z roku 1702, v místech velké osy Santa Casy. Kaple je v interiéru oválná a zastřešená kupolí.
K Loretě patří samostatná barokní zvonice z roku 1673 (Francesco Caratti), stojící mimo uzavřený areál.

### Opravy poutního místa
Po zásahu bleskem roku 1831 byla Loreta poprvé opravována. Roku 1908 byla opravena poškozená severní stěna. Od roku 1948 probíhala velká oprava areálu, zejména trhlin v západní stěně pod ambitem. Celková rekonstrukce v 90. letech 20. století přinesla záchranu poutnímu místu.